# Ableiges
Ableiges è un comune francese di 1 119 abitanti situato nel dipartimento della Val-d'Oise nella regione dell'Île-de-France.

## Storia

### Simboli
Lo stemma comunale riprende il blasone della famiglia Maupeou, che furono signori del luogo con  Gilles I, assurto alla nobiltà nel 1587, primo signore  laico di Ableiges dal 1614 quando successe all'abbazia di Saint-Denis che aveva detenuto il dominio dal 1071.

## Società

### Evoluzione demografica
Abitanti censiti